# 镰叶碱蓬
镰叶碱蓬（学名：Suaeda crassifolia）为苋科碱蓬属的植物。分布在伊朗、高加索、中亚地区以及中国大陆的新疆等地，多生于盐碱土荒漠、河滩以及湖边，目前尚未由人工引种栽培。